# Beneška Slovenija
Beneška Slovenija (italijansko Slavia Veneta [zlàvja vèneta], po novem Slavia Friulana, [zlàvja frijulàna], furlansko Sclavanie, [sklavanìje]) je zgodovinska pokrajina na meji med Italijo in Slovenijo. Večina ozemlja pripada italijanski deželi Furlanija - Julijska krajina, sedemnajst vasi in zaselkov pa je v današnji Sloveniji.

## Ime
Ime izhaja iz časov Beneške republike, ki je Nadiške doline imenovala Sclavonia zaradi »slovansko« govorečega prebivalstva; Sclavonia Veneta pomeni dobesedno Beneška »Slovanija« (o Slovencih takrat še ni bilo govora, bili so le »Slovani«). Pozneje je ime obveljalo tudi za Terske doline in kobariške vasi. V preteklem stoletju so Italijani ustvarili skovanko Venezia Slavia, ki pa ni dolgo trajala, saj ozemlje nima imena po Benetkah (Venezia), pač pa po Benečiji (Veneto); razen tega je »Slavia« samostalnik (pomeni »ozemlje Slovanov«) in ne more biti prilastek drugega samostalnika. Zato je bil sprejet naziv Slavia Veneta, ki naj bi pomenil Ozemlje Slovanov v Benečiji, a lahko bi pomenil celo Slovansko ozemlje Venetov. Da ne bi prišlo do nesporazumov, je bilo v zadnjih časih sprejeto ime Slavia Friulana, torej Slovansko ozemlje v Furlaniji. Včasih se tudi sliši poimenovanje Slavia Italiana, ki je pa etimološko napačno, saj sta »slovansko ozemlje v Italiji« tudi Tržaška in Goriška pokrajina.
Omembe vredno je, da domačini imenujejo svoje ozemlje enostavno kar Benečija ne glede na njihov materni jezik.

## Zemljepis
Beneška Slovenija zavzema gričevje južnih Julijskih Predalp med Čedadom in Matajurjem in sestoji iz Nadiških dolin, Terskih dolin in treh vasi na Slovenskem; včasih se prišteva Beneški Sloveniji tudi Rezija. Jugovzhodna meja Benečije je obmejna reka Idrija (it. Iudrio, furlansko Judri, narečno beneškoslovensko Juruda).
Nadiške doline (lokalno Nediške doline, furlansko Vals dal Nadison [vals dal nadizòn], it. Valli del Natisone [vali del natizòne]) so porečja štirih rek: Nadiže (it. Natisone [natizòne]), Aborne (it. Alberone [alberòne]), Kozice (it. Cosizza [kozìca]) in Arbeča (it. Erbezzo [erbèco]).
Terske doline (furlansko Vals dal Tôr [vals dal tor], it. Valli del Torre [vali del tòre]) so porečja reke Ter (Tor, Torre) in njenih manjših pritokov.
Del Beneške Slovenije, ki danes pripada Sloveniji, je sestavljen iz naselij v Breginjskem kotu (Breginj, Borjana, Stanovišče, Podbela, Homec, Sedlo, Logje, Robidišče) ter med Kolovratom in Matajurjem (Livek, Golobi, Šturmi, Plohi, Perati, Avsa, Piki, Jevšček, Livške Ravne) v Občini Kobarid.
Rezija leži severno od Beneške Slovenije, pod Kaninom, a se ji večkrat prišteva prav zaradi prisotnosti slovensko govorečega prebivalstva.

## Zgodovina
Slovanska plemena so prišla v te kraje v sedmem stoletju, ko je bilo vse ozemlje v rokah Langobardov. Po raznih spopadih je bil sklenjen sporazum, ki je priznaval novim prišlecem pravico do bivanja na obmejnem gričevnatem svetu, v zameno za nadzor in obrambo severovzhodnih predelov langobardske države. Čeprav je bila ta pravica do bivanja dejansko dolžnost bivanja, ker se prebivalci niso smeli odseliti brez izjemnega dovoljenja, je bil dogovor obojestransko koristen. Prebivalci Nadiških in Terskih dolin so morali skrbeti za organizirane oborožene sile, ki so patruljirale vse obmejno ozemlje, zato so pa bili administrativno in pravno popolnoma neodvisni. Langobardi so namreč smatrali, da mora biti oblast v rokah vojske, zato so predstavniki vojske volili kralja in odločali v pomembnejših političnih, zakonodajnih in sodnih zadevah. Tako so bili prebivalci Nadiških in Terskih dolin, ki so nudili uslugo vojaškega značaja, dejansko izenačeni z ostalimi vojaki v kraljevini, torej niso plačevali davkov, niso opravljali tlake in so bili podložni samo direktno kralju.
Ko je pozneje oblast prešla najprej na Oglejski patriarhat in nato na Beneško republiko, se je ta sporazum še izpopolnjeval, saj je bilo ozemlje na meji s Svetim rimskim cesarstvom strateške važnosti.
Pod patriarhatom (1077–1420) je bilo ozemlje del samostojne države Patrie dal Friûl , ki je bila formalno cesarski fevd, a prebivalstvo je imelo še vedno dolžnost, da brani mejo, kar je zgovoren primer velike politične negotovosti tiste dobe. Pozneje, v okviru Beneške republike (1445–1797), je bilo področje spet na meji in torej spet v stalni vojni pripravljenosti.
Toda po padcu republike je ozemlje prešlo pod Habsburžane, ki niso potrebovali sodelovanja domačinov pri upravi dežele. Vsakršen dotedanji dogovor z oblastmi je zapadel in prebivalci današnje Benečije so izgubili vse privilegije. To je pomenilo med drugim tudi davčne dajatve, ki so bile za skromno lokalno gospodarstvo pretežke. Prehod pod italijansko upravo (1866) ni spremenil življenjskih pogojev, nastop fašizma pa jih je še zaostril. Režim ni priznaval jezikovnih manjšin, posebno ne takih, ki so bile v preteklosti na istih ozemljih samostojne. Ekonomski stiski se je pridružilo poitalijančevanje in prebivalstvo se je začelo izseljevati. Najprej je odšlo veliko število fantov in mož, ki so se zaposlili v belgijskih rudnikih, in po večini jim je v kratkem sledila vsa družina. Malo se jih je vrnilo domov.
Po drugi svetovni vojni so bile razmere v Beneški Sloveniji med najtežjimi v Italiji. Področje je bilo dejansko odrezano od ostale Furlanije in ni imelo nobenih povezav. Ljudstvo se je množično izseljevalo; kdor je ostal, v glavnem ženske in otroci, se je moral boriti za preživetje. Šele v sedemdesetih in osemdesetih letih so se razmere izboljšale.
Danes je Beneška Slovenija ustrezno povezana z ostalo državo, bodisi v političnem kot v gospodarskem smislu.

## Etimologija jezika
Razen originalnih slovanskih plemen, ki so zavzela to ozemlje v sedmem stoletju, omenja zgodovina priseljence iz današnje Slovenije, ki so prišli v desetem ali enajstem stoletju. Po razdejanju furlanske nižine s strani Madžarov (899) je oglejski patriarh poselil opustošene pokrajine s koloni slovenskega porekla, največ Kranjci in Korošci. Prebivalci nižavja so se zelo hitro asimilirali, a tisti, ki so se naselili po gričevju današnje Beneške Slovenije, so jezik ohranili, verjetno prav zaradi že obstoječe sorodne govorice. To so pa bili tudi zadnji priseljenci v te kraje, zato se pogovorni jezik ni dosti spreminjal. Zaradi odročne lege krajev in nizke kulturne ravni prebivalstva se tudi ni razvila niti skromna elita izobražencev in celo folklora se je omejila na ples in cerkvene obrede. Ni zapisov in ni narodnih pesmi.

## Beneški Slovenci
Šele v devetnajsetem stoletju so se začeli naseljevati najprej Nemci in nato Italijani, sicer ne množično, a v zadostnem številu, da se je domača govorica občutno spremenila, predvsem z vnosom tujk za vse nove pojme. Najhujši udarec so italijanske oblasti zadale slovenskemu jeziku s šolstvom, predvsem seveda s prepovedjo slovenskih šol, a še hujša je bila načrtna propaganda v izobraženih krogih, ki je slovensko govoreče enačila z nepismenimi barbari. Da bi bili slovenski otroci zares nepismeni, so jim oteževali celo dostop do italijanskih šol. Slovenščina se je govorila in skrivaj poučevala le v cerkvah, dokler ni bila leta 1933 prepovedana tudi duhovnikom. 
| |  |  |  |  |
| V obdobju hladne vojne je na obmejnem območju Italije, ki je mejilo na socialistično Jugoslavijo, v okviru zveze NATO delovala stay-behind paravojaška tajna struktura Gladio, ki je nadzorovala morebitne komunistične aktivnosti v Italiji. Njeni člani so bili v številnih primerih rekrutirani iz vrst predvojnih fašistov, ti pa so nadzorovali tudi pripadnike slovenske skupnosti v Italiji, na območju Beneške Slovenije; z operacijo Delfin je 17 let omejevala kulturni razvoj slovenskega prebivalstva. Slovenska narodna manjšina je bila, v obdobju hladne vojne, tako tudi žrtev napetosti med svetovnimi velesilami. |  |  |  |  |

Po drugi svetovni vojni so se evropska ljudstva razdelila na dva »bloka«, ki nista razlikovala med politiko in narodnostjo, saj je slovanski svet sprejel socialistično oziroma komunistično ureditev držav: Slovani, vsi brez izjeme, so bili torej komunisti. Slovenci v zamejstvu so se znašli v neprijetnem položaju, da so morali dokazovati, da niso komunisti ali da niso Slovenci. V Trstu so bili dovolj številni, da so preživeli kljub razdelitvi na »bele« in »rdeče«, toda Beneška Slovenija je bila prešibka in predvsem popolnoma osamljena, saj so imeli Slovenci v Gorici, v Trstu in v Ljubljani dovolj svojih problemov. Tako so Beneški Slovenci zapadli povojni propagandi, ki jih je popolnoma neupravičeno ožigosala za »Titove špijone« in aktiviste. Kjer se je bil ustavil fašizem, je po vojni nadaljeval strah pred komunizmom.
  Leta 2001 je italijanski zakon 38/01 o zaščiti slovenske manjšine priznal Slovencem v Beneški Sloveniji in v Reziji pravico do rabe slovenskega jezika. V istem obdobju se je med domačini pojavilo gibanje, ki zavrača slovensko poreklo prebivalcev Beneške Slovenije in Rezije, ker zgodovinski podatki nikjer ne govorijo, da so Slovenci poselili to ozemlje. Gotovo slovenski naj bi bili priseljenci iz enajstega stoletja, nikakor pa ne originalna slovanska plemena, ki so tod bivala od sedmega stoletja dalje. Po tej teoriji je govorica v Beneški Sloveniji in Reziji samostojen slovanski jezik, že močno prežet z italijanskimi in furlanskimi izrazi. Ker ni starih zapisov v tem jeziku ali narečju, je vprašanje še odprto. Izvedenci ugotavljajo, da je besedni zaklad skromen in močno potujčen, kar se opravičuje z zgodovino tega ljudstva, da je pa skladnja »močno podobna slovenščini«, čeprav obstajajo svojstvene slovnične posebnosti (na primer aorist). Skrajna veja gibanja pa meni, da je zakon 38/01 prisilna uvrstitev med pripadnike druge etnije (slovenske), torej raznarodovanje oziroma legalizirano potujčevanje.
Glede jezikoslovne kolokacije slovenskih narečij v Beneški Sloveniji (»nediško«, »po naše«, »naša špraha«, »rozeansko«) je leta 2020 Inštitut za slovenski jezik Frana Ramovša ZRC SAZU izrazil strokovno mnenje, ki potrjuje, da “nadiško in ostala slovenska narečja v Furlaniji – Julijski krajini slavistična znanost obravnava kot narečja slovenskega jezika“.

## Kultura
Najbolj znan predstavnik Beneških Slovencev je Ivan Trinko, ki je dodal svojemu imenu prilastek Zamejski (1863–1954). Bil je pesnik, glasbenik, filozof in pisatelj, predvsem pa neumoren buditelj slovenske narodne zavesti v Beneški Sloveniji. Istočasno je tudi pisal o svojih krajih v italijanskih knjigah in revijah. Kot leterat se seveda ne more kosati z velikimi slovenskimi avtorji, saj ni nikoli obiskoval šol s slovenskim učnim jezikom. Toda po njegovi zaslugi so prebivalci Nadiških in Terskih dolin ohranili svoj jezik in se spoznali s slovenskim pripovedništvom.
Ponekod v Beneški Sloveniji so še danes živi nekateri običaji, ki izhajajo iz slovenske tradicije. Tako se v noči na 24. junij (»janezovo«) prižigajo kresovi v raznih vaseh, kar je stara slovenska navada; najbolj znani kresovi so v vaseh Trčmun (it. Tercimonte), Mašera (Masseris) in Matajur (Montemaggiore). V oktobru se pa praznuje »burnjak«, praznik kostanja, v Mašeri, Trčmunu in Čeplešišču (Cepletischis). Posebej je treba omeniti, da je v Beneški Sloveniji veliko kozolcev, ki so povsem slični slovenskim. Največ jih je v občini Sovodnja (Savogna di Cividale) pri vaseh Jeronišče (Ieronizza), Mašera, Dus (Dus), Jelina (Iellina), Trčmun in Gabrovica (Gabrovizza).
Danes je glasnik Beneških Slovencev tedenski časopis Novi Matajur, ki izhaja od leta 1950. List vsebuje članke v slovenščini, italijanščini, nadiški govorici in rezijanščini. Vsebina je zelo pestra, od politike do kulture in stikov z bralci. Od vsega začetka si je časopis zastavil tri naloge, ki jih še vedno odlično izpolnjuje. Prva je prikaz domače stvarnosti v širših italijanskih in slovenskih krogih, druga pa posredovanje podatkov o lastni in sploh slovenski zgodovini in tradiciji. Tretji cilj je povezovanje razpršenih slovenskih vasi v Beneški Sloveniji v kulturno enoto. Toda po skoraj šestih desetletjih njegovega obstoja se časopis lahko označi tudi kot glavni učbenik, slovnica in slovar slovenskega jezika za vse prebivalce teh dolin: brez tega lista bi bila slovenska beseda že zdavnaj izginila iz mnogih beneških vasi.

## Občine
| Ime                    | Slo. Ime        | Št. prebivalcev |
| ---------------------- | --------------- | --------------- |
| Drenchia               | Dreka           | 99              |
| Grimacco               | Garmak          | 293             |
| Prepotto               | Prapotno        | 713             |
| Pulfero                | Podbonesec      | 855             |
| San Leonardo           | Podutana        | 1045            |
| San Pietro al Natisone | Špeter Slovenov | 2086            |
| Savogna                | Sovodnje        | 351             |
| Stregna                | Srednje         | 304             |
|                        | Skupaj (2021):  | 5747            |

| Ime      | Slo. Ime       | Št. prebivalcev |
| -------- | -------------- | --------------- |
| Lusevera | Bardo          | 585             |
| Taipana  | Tipana         | 565             |
|          | Skupaj (2021): | 1150            |

## Znani ljudje
- Jurij Bankič (Giorgio Banchig)
- Luisa Battistig (Batistič)
- Francesco Bergnach
- Jožef Bernjak
- Anton Birtič (Birtig)
- Valentin Birtič (Birtig)
- Evgen Blankin (Eugenio Blanchini)
- Kir Blasutig
- Luigi Blasutig
- Marko Blasutig
- Artur Blasutto
- Venceslav Boiani
- Edi Bucovaz (Bukovac)
- Jožef Cedermac (Bepo Cedemaz)
- Emil Cenčič (Cencig)
- Marina Cernetig (Černetič)
- Giuseppe Chiabudini
- Luciano Chiabudini
- Roberto Chiacig (Kjačič)
- Aldo Clodig (Klodič)
- Davide Clodig (Klodič)
- Ado Cont
- Atilio Cormons
- Angel Peter Cracina (Kracina)
- Jožef Cramaro (Kramar/Kramer)
- Anton Cuffolo (Kofol)
- Viljem Černo (Guglielmo Cerno)
- Dino Del Medico
- Bruna Dorbolò
- Anton Drol (Drolli)
- Luigi Faidutti
- Paskval Gujon (Pasquale Guion)
- Jože Kjačič (Giuseppe Chiacigh)
- Ferruccio Klavora
- Anton Klodič-Sabladoski (Clodig)
- Ivan Klodič-Sabladoski (Giovanni Clodig)
- Angel Kracina (Angel P. Cracina)
- Mario Lavrenčič (Laurencig)
- Jožica Miklavčič
- Jole Namor (Iole Namor)
- Peter Negro (Černe)
- Peter Novak (politik)
- Alojzij Obit
- Miha (Michele) Obit
- Gianni Osgnach (Ošnjak)
- Janez Krstnik Osgnach (Ošnjak)
- Lovrenc Osgnach (Ošnjak)
- Jožko Ošnjak
- Luigi Paletti
- Alojzij Pellizzo (Luigi Pellizzo)
- Pavle Petričič (Paolo Petricig)
- Carlo Podrecca
- Graziano Podrecca
- Stefano Podrecca
- Peter Podreka
- Izidor Predan - Dorič
- Renato Quaglia
- Pavel Šimac
- Rudi Šimac
- Jožef Školč
- Vojmir Tedoldi (Guerrino Tedoldi)
- Ivan Trinko - Zamejski
- Andreina Trusgnach
- Božo Zuanella (Natalino Zuanella)
- Pasquale Zuanella